# Sân bay Kassel Calden
Sân bay Kassel Calden (tiếng Đức Flughafen Kassel-Calden) (IATA: KSF, ICAO: EDVK) là một sân bay có cự ly 1,9 km về phía tây của Calden, cách thành phố Kassel 16 km theo đường chim bay. Sân bay được xây trên nông trang có độ cao 277 m trên mực nước biển. Sân bay được khai trương ngày 11 tháng 7 năm 1970. Sân bay Kassel Calden có một đường băng, 04/22 (040°/220°), dài 1500 mét bề mặt nhựa đường và rộng 30 m, ngoài ra còn có một đường băng song song ở phía bắc đường băng chính dài 700 mét bề mặt cỏ..
Hiện đang có kế hoạch mở rộng sân bay kéo dài đường băng lên 2.500 m và rộng 46 m. Hiện chỉ có hàng không tổng hợp, bay thể thao và trực thăng. Có một trường bay và trường nhảy dù.